# São José dos Cordeiros
São José dos Cordeiros este un oraș în Paraíba (PB), Brazilia.